# Reintegración foral
Reintegración foral es la expresión con que se conoce la reivindicación de la recuperación de los fueros de Álava, de Vizcaya, de Guipúzcoa y de Navarra tras la aprobación de la Ley de Confirmación de Fueros de 1839 por la Cortes españolas en la que quedaban subordinados a la Constitución española de 1837. En Navarra la aplicación de la ley se hizo mediante consenso, lo que se tradujo en la aprobación de la Ley Paccionada de 1841, pero en Álava, Guipúzcoa y Vizcaya no se alcanzó el "arreglo foral", por lo que el gobierno español lo aprobó de forma unilateral mediante la Ley de 21 de julio de 1876, aunque dos años más tarde les concedió el concierto económico.

## Historia

### Inicios
En el abrazo de Vergara de agosto 1839 que puso fin a la primera guerra carlista en el País Vasco y Navarra el isabelino general Espartero se comprometió con el carlista general Maroto a que los fueros de las provincias vascongadas y de Navarra serían mantenidos. El 25 de octubre de 1839 fue sancionada la Ley de Confirmación de Fueros aprobada por las Cortes españolas que reconocía los fueros pero sometidos a la Constitución, por lo quedó pendiente el «arreglo foral» que en Navarra se consiguió mediante la promulgación de la Ley Paccionada de 1841, pero que en las «provincias Vascongadas» no se alcanzó. El artículo 1.º de la Ley de 1839 decía:

Artículo 1º: Se confirman los Fueros de las provincias Vascongadas y de Navarra sin perjuicio de la unidad constitucional de la monarquía.

El foralismo navarro se dividió entre el pactismo mayor y el Cuarentaiunismo, que renunciaba a la supuesta soberanía originaria navarra para adaptarse, por pactismo menor, a la unidad constitucional, reconocida en la Ley Paccionada de 1841. Así el "pactismo mayor" pasó a formar parte del programa carlista y el pretendiente se comprometió a restablecer el régimen foral cuando fuera rey de España. Destacados defensores del foralismo carlista fueron Eustaquio de Echave-Sustaeta, autor en 1915 de un libro de temática histórico-doctrinal que fue titulado El Partido Carlista y los Fueros, y Jesús Etayo Zalduendo, director del diario El Pensamiento Navarro.
Ángel Sagaseta en 1839 sostuvo que Navarra era por definición un estado constitucional ya que los fueros permitían un control del poder real y una separación de poderes, desde hacía siglos, en la misma línea que predicaban las nuevas ideas nacidas de la Revolución francesa. Si las formas y estructuras se habían quedado anticuadas las “Cortes con el Rey” era la institución legítima para realizar los cambios. Navarra tenía capacidad constituyente y someterse a una ley ajena, como la Constitución española de 1837, suponía la destrucción misma de sus fueros.
Sagaseta fue deportado y escribió el alegato “Fueros Fundamentales”, donde redactaba lo que podía ser una constitución navarra, pero la obra fue prohibida por las autoridades españolas.

### La Restauración
La aprobación por las Cortes a propuesta del gobierno liberal-conservador de Antonio Cánovas del Castillo de la Ley de 21 de julio de 1876 provocó una honda conmoción en el País Vasco pues suponía la «abolición» definitiva de sus fueros. Los fueristas transigentes negociaron con Cánovas y el resultado fue la concesión de la autonomía económica y administrativa, aunque no política, mediante el Concierto Económico. Sin embargo, los fueristas intransigentes no se conformaron con el concierto y exigieron el restablecimiento de los fueros. Se organizaron en dos grupos políticos: la Asociación Euskara de Navarra y la Sociedad Euskalerria de Bilbao.
La Asociación Euskara de Navarra, promovida por Juan Iturralde y Arturo Campión, propugnó la formación de un bloque fuerista vasco-navarro que superara la división entre carlistas y liberales bajo el lema «Dios y Fueros» y también defendió la «fraternidad euskeriana» de todos los territorios vascos a ambos lados de la frontera con el lema Zazpiyak-Bat («Siete en una»).
Entre los promotores de la Asociación Euskara de Navarra también figuraban Serafín Olave y Hermilio de Oloriz, este último autor de la Cartilla Foral. El gran momento de la Asociación fue la Gamazada de 1893. 
Por su parte, la Sociedad Euskalerria de Bilbao, presidida por Fidel Sagarmínaga, también adoptó como lema «Dios y fueros» y asimismo abogó por la formación de un bloque vasco-navarro. «No nos incumbe pues, intervenir en la política española mientras no renunciemos a ser pueblo aparte dentro de España... Tiempo es ya de convenir que no cabe entre nosotros más política, que la política propiamente vascongada, si hemos de tener fueros...», escribió Sagarmínaga. Un sector de los euskalerriacos encabezado por Ramón de la Sota se integraría en 1898 en el Partido Nacionalista Vasco, fundado tres años antes por Sabino Arana. Sin embargo, Arana no procedía del fuerismo sino del carlismo y del integrismo.
Ya en el siglo XX, el ayuntamiento de Pamplona aprobó en 1918, por unanimidad de los siete grupos políticos que lo constituían, gestionar ante las Cortes «la derogación de la Ley de 25 de octubre de 1839 y la consiguiente restauración de todos los organismos y fueros navarros». Otros ayuntamientos fueron aprobando la moción y el 20 de diciembre de ese año se habían adherido 216 de los 269 ayuntamientos navarros. Entendían que la Ley de Confirmación de Fueros de 1839 debía ser derogada al considerar que la unidad constitucional suponía la supresión foral y reivindicaban la recuperación del reino de Navarra, no tanto en sus aspectos formales como en su poder legal. Encabezaron este movimiento los carlistas, entonces jaimistas, y los nacionalistas vascos, aunque entre las filas carlistas rápidamente surgieron críticas a la propuesta. Se  celebró una asamblea en la Diputación, el 30 de diciembre de 1918, donde se aprobó «solicitar a las autoridades públicas la derogación de la ley de 1839», pero esta nunca llegó a plantearse formalmente.
Desde sectores del nacionalismo español, como el integrista Víctor Pradera, se opusieron al reintegracionismo, al que reprochaban querer recuperar instituciones anticuadas, como las Cortes estamentales, además de poner en peligro la unidad de España.

### La Segunda República
Tras la proclamación de la Segunda República Española, el País Vasco y Navarra iniciaron el proceso para la consecución de un Estatuto de Autonomía muy pronto. La primera propuesta fue una iniciativa de los alcaldes del Partido Nacionalista Vasco que a principios de mayo de 1931 encargaron a la Sociedad de Estudios Vascos (SEV) la redacción de un anteproyecto de Estatuto General del Estado Vasco (o Euskadi), que incluiría Vizcaya, Álava, Guipúzcoa y Navarra. El resultado fue un intento de síntesis entre el foralismo tradicional y la estructura de los modernos estados federales que no contentó a nadie. Mes y medio después, una asamblea de los ayuntamientos vascos y navarros reunidos en Estella el 14 de junio aprobó un Estatuto más conservador y nacionalista que el de la SEV y que se basaba en la "reintegración" de los fueros vascos abolidos por la ley de 1839, junto con la Ley de Amejoramiento del Fuero de 1841.
El Estatuto de Estella fue presentado el 22 de septiembre de 1931 a las Cortes Constituyentes republicanas por una delegación de alcaldes pero no fue tomado en consideración porque el proyecto se situaba claramente al margen de Constitución que se estaba debatiendo, entre otras cosas, por su concepción federalista y por la declaración de confesionalidad del «Estado vasco».
Tras su rechazo del Estatuto de Estella, las Cortes encargaron a las Comisiones Gestoras provisionales de las Diputaciones —que habían sido designadas por los gobernadores civiles respectivos para sustituir a los equipos monárquicos, y donde los republicanos y socialistas tenían mayoría— para que elaboraran un nuevo proyecto de Estatuto, que al final fue consensuado con el PNV, que se había distanciado de la Comunión Tradicionalista carlista. Una Asamblea de Ayuntamientos celebrada en Pamplona en junio de 1932 aprobó el proyecto —el llamado Estatuto de las Gestoras—, pero los carlistas lo rechazaron, por lo que al tener la mayoría en Navarra, dejaron fuera del ámbito de la futura «región autónoma» a este territorio.
Tras la formación del gobierno del Frente Popular en febrero de 1936 el socialista vasco Indalecio Prieto y el líder del PNV José Antonio Aguirre acordaron reanudar el debate parlamentario del proyecto de Estatuto que había quedado paralizado durante el segundo bienio (1933-1935). La Comisión de Estatutos, presidida por Prieto, propuso un proyecto con pocos artículos que fue aceptado por el PNV. En julio de 1936 estaba previsto que pasara al pleno de la Cámara, pero el 18 se produjo la sublevación militar que daría inicio a la Guerra Civil.
Tras la entrada de las tropas franquistas en San Sebastián en septiembre de 1936 —Álava, como Navarra, desde el primer momento estuvieron del lado del bando sublevado—, el PNV entró a formar parte del gobierno del Frente Popular, a cambio de la inmediata promulgación del Estato. Sin embargo, el nuevo Estatuto de Autonomía aprobado en octubre de 1936, a diferencia del Estatuto de las Gestoras no hacía referencia a la "reintegración foral" y tampoco a la futura integración de Navarra.

### La Transición y Constitución de 1978
Al final del franquismo y en la primera transición se suscitó un debate sobre la Reintegración foral en el contexto de los cambios de régimen político de España. En la Diputación y el Consejo Foral se presentó la moción de Irazoqui, Arza y Visus en 1976, en ese sentido, que no fue aprobada. 
Los partidos políticos con representación en Navarra, UCD y PSOE, comienzan el camino autonómico mientras la Diputación propone lo que denomina la “Reintegración Foral plena”. En febrero de 1978 elabora una propuesta que es rechazada por el Consejo Foral. En realidad la Diputación y su vicepresidente Amadeo Marco, sólo pretendían demorar los inevitables cambios que se avecinaban. 
La Constitución Española de 1978 en su disposición derogatoria segunda dice: “En tanto en cuanto pudiera conservar alguna vigencia, se considera definitivamente derogada la Ley de 25 de octubre de 1839 en lo que pudiera afectar a las provincias de Álava, Guipúzcoa y Vizcaya “. Por tanto sigue vigente para Navarra y la LORAFNA la cita como una de las fuentes del foralismo  navarro.
La Ley de Reintegración y Amejoramiento del Fuero de Navarra recoge la reintegración exclusivamente en el título.